# 十寸見河丈
十寸見 河丈（ますみ かじょう）は、河東節の名跡。

## 初代
後の2代目十寸見河東。

## 2代目
（生没年不詳）
初代河丈（後の2代目河東）の門弟で金次（治とも）。3代目河東没後、3代目河東の甥と襲名争いで収拾つかず、二人の河東が存在した。三味線の名手で代々の河東の相三味線だった4代目山彦源四郎や他関係者が認めなかったため代数として外されている。
俗に「山の手河東」という。

## 3代目
（生没年不詳）
2代目河丈の門弟金次（治とも）が2代目河丈没後3代目河丈を襲名。
通称を「新右衛門」。

## 4代目
（生没年不詳）
江戸京橋滝山町の人物。経歴等不明。
通称を「桶屋善四郎」。

## 5代目
後の十寸見河慶（死後9代目河東を追贈される。）。